# Calvin Hill (Musiker)
Calvin Hill (* 27. Juni 1945 in Bridgeport) ist ein amerikanischer Jazzmusiker (Kontrabass).

## Leben und Wirken
Hill erhielt im Alter von zehn Jahren eingehenden Musikunterricht; in Schulbands spielte er Trompete, Posaune und Saxophon, bevor er im Alter von 17 Jahren auf den Kontrabass wechselte. Er nahm privaten Unterricht bei Richard Davis, absolvierte den Bachelorstudiengang auf der Berklee School of Music und erwarb am Hunter College einen Master-Abschluss in Sonderpädagogik.
Hill begann seine professionelle Karriere als Bassist in den Nachtclubs von Boston, wo er Billy Eckstine, Mel Tormé, Mose Allison, John Lee Hooker, die Kirby Stone Four und Matt Monro begleitete. Während seiner Zeit in Boston lernte er Joanne Brackeen kennen, mit der er bis heute zusammenspielt.
Hill zog 1969 nach New York City, wo er zunächst zur Band von McCoy Tyner (Sahara, 1972, Song for My Lady 1973) gehörte. Zwischen 1973 und 1975 tourte er mit verschiedenen Bands von Pharoah Sanders, mit dem auch die Alben Village of the Pharoahs, Elevation und Live in Paris 1975 entstanden. 1977 spielte er mit Fred Hersch (im Bradley’s, New York) und trat mit Betty Carter in Europa, etwa auf dem Jazz Festival Willisau, auf. Zwischen 1978 und 1982 war er Mitglied der Combos von Max Roach, mit denen mehrere Alben entstanden; mit dem Quartett von Roach ist er zudem in dem Video Jazz in America zu sehen. Dann wirkte er mit Bob Moses und Joe Locke sowie mit Rory Stuart und dem Saxophonisten John Shaw. Daneben gehörte er zur Band von Michael Carvin, mit der mehrere Alben entstanden. Zudem arbeitete er mit George Coleman, Joanne Brackeen, Chet Baker, Billy Eckstine, dem Thad Jones/Mel Lewis Orchestra, Sonny Stitt, James Moody, der Sängerin Marlena Shaw, Larry Coryell und in Quartetten unter der Leitung von Connie Crothers und Lenny Popkin sowie Crothers und dem Altsaxophonisten Richard Tabnik. Weiterhin ist er auf Alben mit Byard Lancaster, Lou Donaldson, Gordon Lee, Lee Konitz, Junior Mance, Armen Donelian oder Michael Cochrane zu hören; er wirkte auch bei den Jazz-a-Confronto-Produktionen von Enrico Rava und Massimo Urbani mit. Zwischen 1966 und 2007 war er als Bassist an 61 Aufnahmen im Bereich des Jazz beteiligt. Zudem leitete er eigene Bands, mit denen sein Album I Can’t Give You Anything But Love (2005) entstand.
Darüber hinaus unterrichtete Hill an der Long Island University, am Housatonic Community College in Bridgeport, dem Mannes College of Music und an der New School sowie an einer Reihe von Schulen in New York City und dem Bergen County in New Jersey. Seit 2013 veranstaltete er in Englewood (New Jersey) alljährlich die Open-Air-Konzert-Reihe Jazz under the Stars.